# 新川駅 (群馬県)

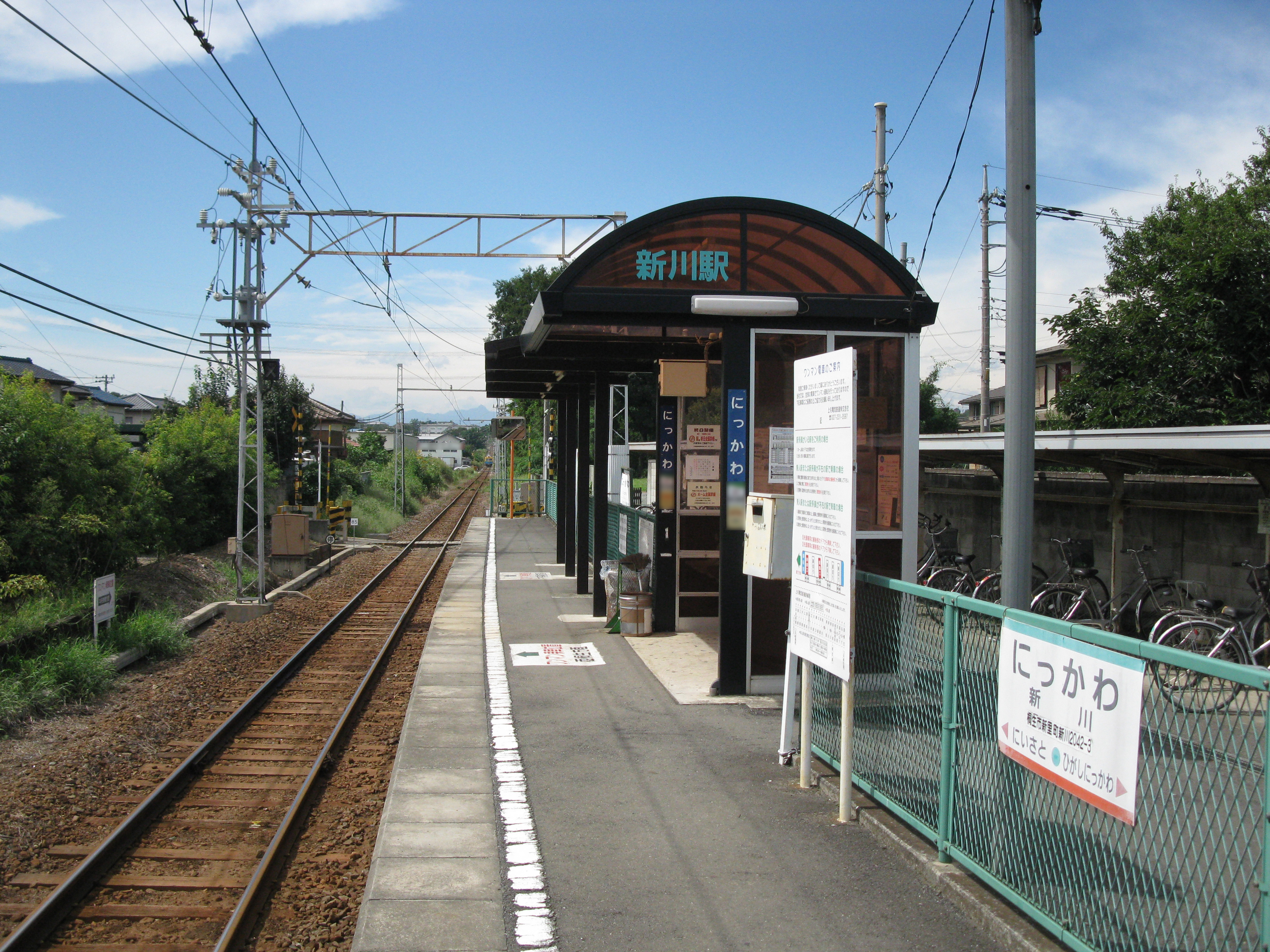
ホーム（2010年9月）

新川駅（にっかわえき）は、群馬県桐生市新里町新川にある上毛電気鉄道上毛線の駅である。

## 歴史
- 1928年（昭和3年）11月10日 - 開業[2]。

## 駅構造
単式ホーム1面1線を有する地上駅。無人駅である。

## 利用状況
出典はいずれも桐生市統計書より。
| 乗降人員推移       | 乗降人員推移 |
| 年度               | 1日平均人数  |
| ------------------ | ------------ |
| 2009年（平成21年） | 280          |
| 2010年（平成22年） | 271          |
| 2011年（平成23年） | 260          |
| 2012年（平成24年） | 271          |
| 2013年（平成25年） | 306          |
| 2014年（平成26年） | 303          |
| 2015年（平成27年） | 286          |
| 2016年（平成28年） | 292          |
| 2017年（平成29年） | 286          |
| 2018年（平成30年） | 312          |
| 2019年（令和元年） | 283          |
| 2020年（令和02年） | 229          |
| 2021年（令和03年） | 189          |

## 駅周辺
- アバンセ新里店
- カリビアンビーチ - 3.2 km（徒歩40分）
- ぐんま昆虫の森
- 桐生市立新里東小学校
- 群馬銀行新里支店
- ぐんまみらい信用組合新里出張所
- 群馬県道3号前橋大間々桐生線
- 群馬県道73号伊勢崎大間々線

## 隣の駅
上毛電気鉄道
■上毛線
新里駅 - 新川駅 - 東新川駅